# Glockenspiel
El glockenspiel (del alemán Glocken, «campanas», y Spiel, «juego», «tocar») es un instrumento de percusión idiófono, que consiste en un juego de láminas metálicas afinadas. También conocido por juego de timbres, armónica de metal o lira, si tiene su armazón de esta forma.
Al estar compuesto por láminas de metal, es un metalófono. El glockenspiel es percutido con baquetas de madera, de metal o de plástico. Normalmente, solo se emplea una baqueta en cada mano. Físicamente, es similar a otros instrumentos de percusión de láminas, como el xilófono, la marimba y el vibráfono, aunque estos dos últimos tienen resonadores cilíndricos debajo de cada lámina, en posición perpendicular al plano principal de ella.
Su sonoridad tímbrica es muy similar a la del triángulo, pero, a diferencia de este, con el glockenspiel, que es también un instrumento de sonido determinado, se pueden producir muchas notas diferentes de alturas determinadas.
El glockenspiel de orquesta es tocado en forma horizontal con dos baquetas. Su extensión sonora es variable, y puede comprender dos octavas y media, tres octavas...

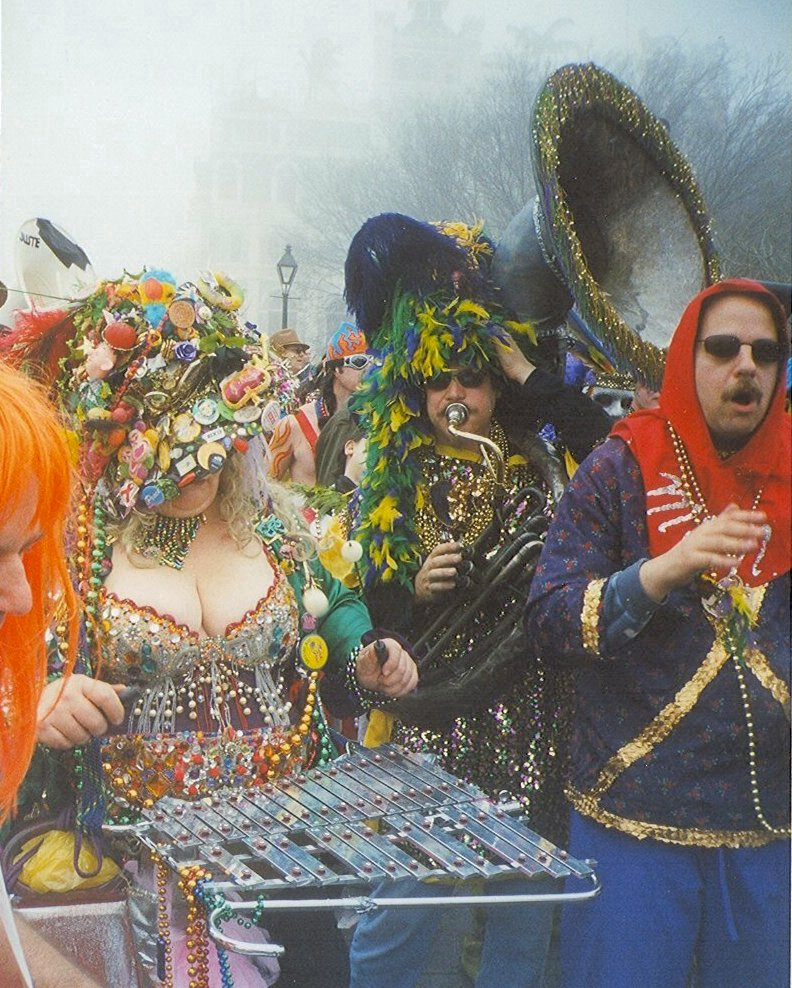
Músicos disfrazados en el Mardi Gras en Nueva Orleans de 2003. A la izquierda se ve un Glockenspiel y al fondo a la derecha un sousafón.

Algunas bandas de desfile, militares, melódicas y rítmicas, tanto escolares como profesionales, utilizan la versión portátil, que es la que se conoce comúnmente como «campanólogo», o también «lira», por tener el bastidor, que cumple además la función de resonador, la forma de la lira de cuerdas, más conocida por ser más antigua.
En ocasiones, se toca la lira portátil con una sola baqueta si la otra mano está ocupada sujetando el instrumento. 
Otras veces, se busca poder moverse con libertad y tocar con las dos manos. Así, la lira puede ir suspendida sobre un portabandera que es sostenido por el ejecutante en sus hombros, de manera que el instrumento queda casi vertical a la altura de la cabeza, o bien puede ir casi horizontal a la altura del talle. 
El instrumento que más se asemeja al glockenspiel y a la vez desciende de él es la celesta, cuyas láminas, también metálicas, van montadas sobre soportes de madera que amplifican el sonido; tiene más forma de piano y cuenta con un teclado para su fácil ejecución.  Este instrumento, más moderno, tuvo su estreno en la música clásica en el ballet El cascanueces de Chaikovski.

## Utilización
Händel introdujo el glockenspiel en su oratorio Saúl . También Mozart lo utilizó, en La flauta mágica. 
Un ejemplo de la participación del glockenspiel se encuentra en la composición de Steve Reich Drumming, en la cual se convierte en instrumento principal en los movimientos 3° y 4°.
Otro ejemplo, que podemos encontrar en la música popular, es la sencilla línea de glockenspiel que se escucha en la canción "No Surprises", décimo tema del disco Ok Computer (1997) de la banda británica Radiohead.
The Killers hace uso de este instrumento en varias de sus canciones, destacando el sencillo "When You Were Young" del segundo álbum de la banda, Sam's Town (2006) y la canción "My Own Soul's Warning", tema de apertura de su sexto álbum, Imploding The Mirage (2020).
Arcade Fire utilizó el glockenspiel en varias canciones de su álbum Reflektor (2013).
Una versión simplificada, sin semitonos, se utiliza en la enseñanza musical infantil.
Mike Oldfield utilizó este instrumento para grabar una parte de Tubular Bells en 1973, y en varias obras posteriores.

## Extractos en música clásica
1. Saul, oratorio, Georg Friedrich Händel
2. Sinfonía n.° 4, Gustav Mahler
3. Finale, acto I, La flauta mágica, Wolfgang Amadeus Mozart
4. Alejandro Nevski, cantata, Serguéi Prokófiev
5. Concierto para Piano n.° 1, Serguéi Prokófiev
6. Romeo y Julieta, Serguéi Prokófiev
7. Suite escita, Serguéi Prokófiev
8. El carnaval de los animales, Camille Saint-Saëns
9. Camille Saint-Saens
10. Vals n.° 6, La bella durmiente, Piotr Ilich Chaikovski
11. Capricho italiano, Piotr Ilich Chaikovski
12. El cascanueces, Piotr Ilich Chaikovski
13. "Despedida de Wotan" y "Música mágica del fuego", La valquiria, Richard Wagner
14. "Despedida de Sigfrido" , Richard Wagner
15. El aprendiz de brujo, Paul Dukas

## Galería

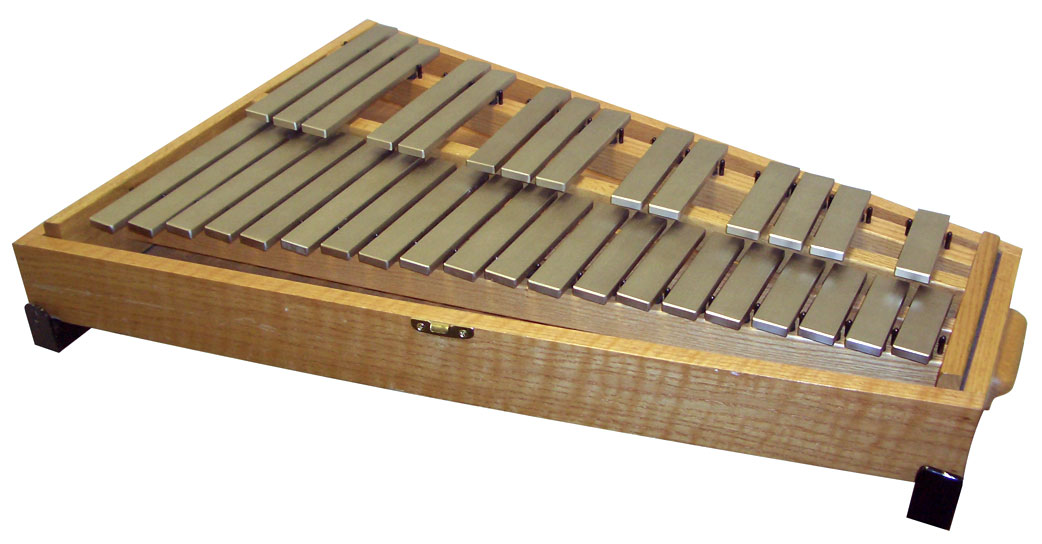
Este ejemplar cuenta con una extensión amplia, desde un fa grave, pero la caja de resonancia, al ser la misma para todas las láminas, hace que se produzcan disonancias.
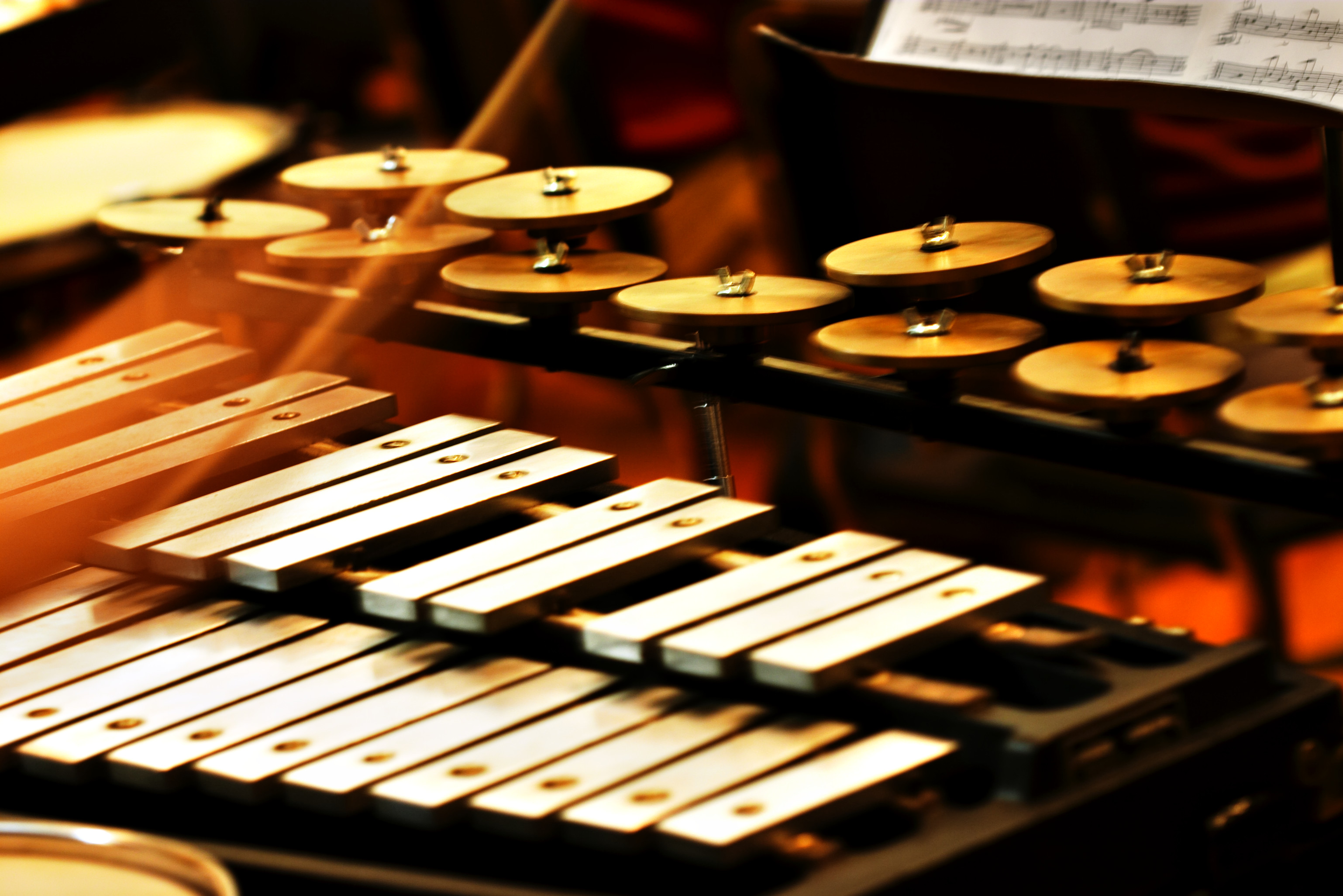
Glockenspiel (en primer término) y crótalos (al fondo)
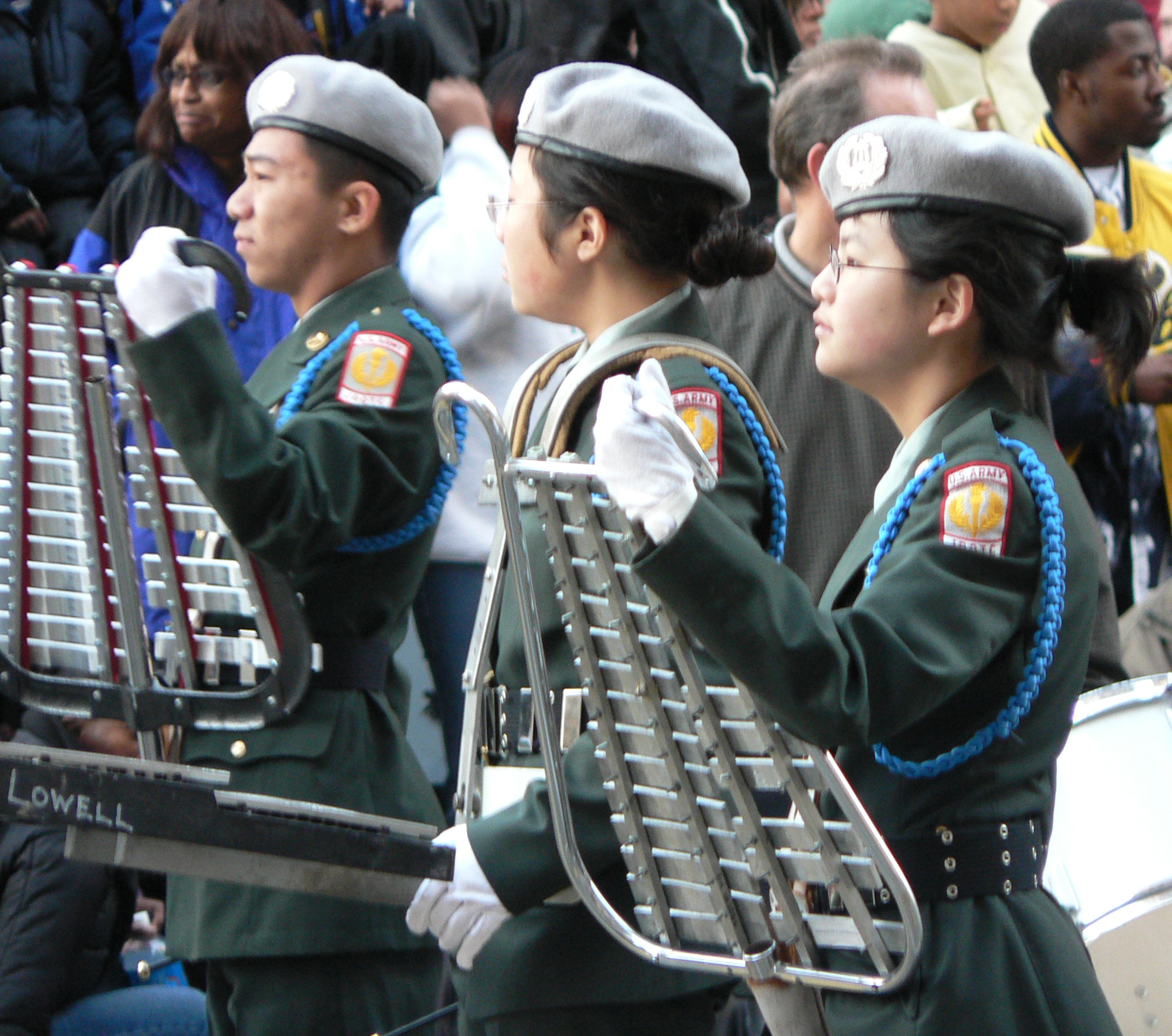
Desfile. Toque con una mano.

Por el significado de la palabra en alemán, a veces también se llama glockenspiel al carillón, incluso a un juego de campanas activado de manera distinta a este. En alemán, se llama también Glockenspiel al carillón; en francés, se llama también carillon al glockenspiel y en español, se llama también carillón al glockenspiel.